# Démographie de la Loire-Atlantique
La démographie de la Loire-Atlantique est caractérisée par une forte densité.
Avec ses 1 473 156 habitants en 2022, le département français de la Loire-Atlantique se situe en 9e position sur le plan national.
En six ans, de 2015 à 2021, sa population s'est accrue de près de 92 600 unités, c'est-à-dire de plus ou moins 15 400 personnes par an. Mais cette variation est différenciée selon les 207 communes que comporte le département.
La densité de population de la Loire-Atlantique, 216,2 habitants par kilomètre carré en 2022, est deux fois supérieure à celle de la France entière qui est de 107,1 hab./km2 pour la même année.

## Évolution démographique du département de la Loire-Atlantique
Par rapport à 1990, le département a gagné plus de 82 000 habitants en 1999 (soit une progression annuelle de 0,84 %), l'un des plus forts accroissements en France pendant cette période, autant dû au solde naturel qu'au solde migratoire. Entre 1999 et 2009, le département croît de presque 132 000 habitants, soit une progression annuelle de 1,06 %.
Sans surprise, l'agglomération de Nantes en est la principale bénéficiaire. Avec 544 932 habitants, celle-ci se situait en 1999 au 7e rang national (une inversion de la tendance des années 1960 à 1980 où Nantes se dépeuplait).
En 2022, le département comptait 1 473 156 habitants, en évolution de +6,68 % par rapport à 2016 (France hors Mayotte : +2,11 %).
| 1791 | 1801    | 1806    | 1821    | 1826    | 1831    | 1836    | 1841    | 1846    |
| ---- | ------- | ------- | ------- | ------- | ------- | ------- | ------- | ------- |
| -    | 369 305 | 417 124 | 433 815 | 457 090 | 470 093 | 470 768 | 486 806 | 517 265 |

| 1851    | 1856    | 1861    | 1866    | 1872    | 1876    | 1881    | 1886    | 1891    |
| ------- | ------- | ------- | ------- | ------- | ------- | ------- | ------- | ------- |
| 535 664 | 555 996 | 580 207 | 598 598 | 602 206 | 612 972 | 625 625 | 643 884 | 645 263 |

| 1896    | 1901    | 1906    | 1911    | 1921    | 1926    | 1931    | 1936    | 1946    |
| ------- | ------- | ------- | ------- | ------- | ------- | ------- | ------- | ------- |
| 646 172 | 664 971 | 666 748 | 669 920 | 649 691 | 651 487 | 652 079 | 659 428 | 665 064 |

| 1954    | 1962    | 1968    | 1975    | 1982    | 1990      | 1999      | 2006      | 2011      |
| ------- | ------- | ------- | ------- | ------- | --------- | --------- | --------- | --------- |
| 733 575 | 803 372 | 861 452 | 934 499 | 995 498 | 1 052 183 | 1 134 266 | 1 234 085 | 1 296 364 |

| 2016      | 2021      | 2022      | - | - | - | - | - | - |
| --------- | --------- | --------- | - | - | - | - | - | - |
| 1 380 852 | 1 457 806 | 1 473 156 | - | - | - | - | - | - |

## Population par divisions administratives

### Arrondissements
Le département de la Loire-Atlantique comporte trois arrondissements. La population se concentre principalement sur l'arrondissement de Nantes, qui recense 60 % de la population totale du département en 2022, avec une densité de 453,8 hab./km2, contre 24 % pour l'arrondissement de Saint-Nazaire et 16 % pour celui de Châteaubriant-Ancenis.
| Arrondissement        | Population(2022) | Variation(2022/2016)                       | Superficie(km2) | Densité(hab./km2) |
| --------------------- | ---------------- | ------------------------------------------ | --------------- | ----------------- |
| Nantes                | 888 845          | en évolution de +7,02 % par rapport à 2016 | 1 958,7         | 453,8             |
| Saint-Nazaire         | 350 369          | en évolution de +6,85 % par rapport à 2016 | 1 758,1         | 199,3             |
| Châteaubriant-Ancenis | 233 942          | -                                          | 3 157,6         | 74,1              |
| Source : Insee.       |                  |                                            |                 |                   |

### Communes de plus de15 000 habitants
Sur les 207 communes que comprend le département de la Loire-Atlantique, 152 ont en 2021 une population municipale supérieure à 2 000 habitants, 64 ont plus de 5 000 habitants, 23 ont plus de 10 000 habitants, quinze ont plus de 15 000 habitants et sept ont plus de 25 000 habitants : Nantes, Saint-Nazaire, Saint-Herblain, Rezé, Saint-Sébastien-sur-Loire, Orvault et Vertou.
Les évolutions respectives des communes de plus de 15 000 habitants sont présentées dans le tableau ci-après.
| Commune                   | Population(2022) | Variation(2022/2016)                        | Superficie(km2) | Densité(hab./km2) |
| ------------------------- | ---------------- | ------------------------------------------- | --------------- | ----------------- |
| Nantes                    | 325 070          | en évolution de +5,99 % par rapport à 2016  | 65,19           | 4 986,5           |
| Saint-Nazaire             | 73 111           | en évolution de +4,87 % par rapport à 2016  | 46,79           | 1 562,5           |
| Saint-Herblain            | 50 561           | en évolution de +8,49 % par rapport à 2016  | 30,02           | 1 684,2           |
| Rezé                      | 43 349           | en évolution de +7,38 % par rapport à 2016  | 13,78           | 3 145,8           |
| Saint-Sébastien-sur-Loire | 28 373           | en évolution de +5,59 % par rapport à 2016  | 11,66           | 2 433,4           |
| Orvault                   | 28 341           | en évolution de +9,29 % par rapport à 2016  | 27,67           | 1 024,3           |
| Vertou                    | 26 048           | en évolution de +10,46 % par rapport à 2016 | 35,68           | 730               |
| Couëron                   | 23 541           | en évolution de +12,64 % par rapport à 2016 | 44,03           | 534,7             |
| Carquefou                 | 20 535           | en évolution de +5,94 % par rapport à 2016  | 43,42           | 472,9             |
| Bouguenais                | 20 590           | en évolution de +8,09 % par rapport à 2016  | 31,5            | 653,7             |
| La Chapelle-sur-Erdre     | 20 483           | en évolution de +5,87 % par rapport à 2016  | 33,42           | 612,9             |
| Pornic                    | 18 382           | en évolution de +25,02 % par rapport à 2016 | 94,18           | 195,2             |
| La Baule-Escoublac        | 16 613           | en évolution de +7,49 % par rapport à 2016  | 22,19           | 748,7             |
| Guérande                  | 16 684           | en évolution de +3,08 % par rapport à 2016  | 81,44           | 204,9             |
| Sainte-Luce-sur-Loire     | 16 227           | en évolution de +6,43 % par rapport à 2016  | 11,45           | 1 417,2           |
| Source : Insee.           |                  |                                             |                 |                   |

## Structures des variations de population

### Soldes naturels et migratoires depuis 1968
La variation moyenne annuelle est constante depuis les années 1970 autour de 1,1 %. 
Le solde naturel annuel qui est la différence entre le nombre de naissances et le nombre de décès enregistrés au cours d'une même année, a baissé, passant de 0,8 à 0,3 %. La baisse du taux de natalité, qui passe de 18,6 à 11,6 ‰, est en fait compensée par une baisse plus faible du taux de mortalité, qui parallèlement passe de 10,5 à 8,3 ‰.
Le flux migratoire est positif et en forte augmentation sur la période courant de 1968 à 2021. Le taux annuel passe de 0,4 à 0,8 %.
| Indicateurs démographiques                       | 1968 à1975 | 1975 à1982 | 1982 à1990 | 1990 à1999 | 1999 à2010 | 2010 à2015 | 2015 à2021 |
| ------------------------------------------------ | ---------- | ---------- | ---------- | ---------- | ---------- | ---------- | ---------- |
| Variation annuelle moyenne de la population en % | 1,2        | 0,9        | 0,7        | 0,8        | 1,1        | 1,3        | 1,1        |
| - due au solde naturel en %                      | 0,8        | 0,6        | 0,5        | 0,4        | 0,5        | 0,5        | 0,3        |
| - due au solde apparent des entrées sorties en % | 0,4        | 0,3        | 0,2        | 0,4        | 0,6        | 0,8        | 0,8        |
| Taux de natalité en ‰                            | 18,6       | 16,1       | 14,3       | 12,8       | 13,4       | 12,8       | 11,6       |
| Taux de mortalité en ‰                           | 10,5       | 9,7        | 9,0        | 8,4        | 8,0        | 7,8        | 8,3        |
| Source : Insee.                                  |            |            |            |            |            |            |            |

### Mouvements naturels sur la période 2014-2022
En 2014, 16 701 naissances ont été dénombrées contre 10 369 décès. Le nombre annuel des naissances a augmenté depuis cette date, passant à 16 119 en 2022, indépendamment à une augmentation, mais relativement faible, du nombre de décès, avec 12 940 en 2022. Le solde naturel est ainsi positif et diminue, passant de 6 332 à 3 179.
Pour des raisons techniques, il est temporairement impossible d'afficher le graphique qui aurait dû être présenté ici.

## Densité de population
La densité de population est en forte augmentation depuis 1968.
En 2021, la densité était de 212,1 hab./km2.

Densité de population en Loire-Atlantique en 2024.

| 1968 |  | 125.4 |  |

| 1975 |  | 136.0 |  |

| 1982 |  | 144.9 |  |

| 1990 |  | 153.1 |  |

| 1999 |  | 165.0 |  |

| 2010 |  | 186.5 |  |

| 2015 |  | 198.8 |  |

| 2021 |  | 212.1 |  |

## Répartition par sexes et tranches d'âges
La population du département est plus jeune qu'au niveau national.
En 2021, le taux de personnes d'un âge inférieur à 30 ans s'élève à 36,8 %, soit au-dessus de la moyenne nationale (35,1 %). À l'inverse, le taux de personnes d'âge supérieur à 60 ans est de 24,3 % la même année, alors qu'il est de 26,6 % au niveau national.
En 2021, le département comptait 709 532 hommes pour 748 274 femmes, soit un taux de 51,33 % de femmes, légèrement inférieur au taux national (51,61 %).
Les pyramides des âges du département et de la France s'établissent comme suit.
| Hommes | Classe d’âge | Femmes |
| ------ | ------------ | ------ |
| 0,6    | 90 ou +      | 1,8    |
| 6      | 75-89 ans    | 8,6    |
| 15,1   | 60-74 ans    | 16,4   |
| 19,4   | 45-59 ans    | 18,8   |
| 20,1   | 30-44 ans    | 19,3   |
| 19,2   | 15-29 ans    | 17,4   |
| 19,5   | 0-14 ans     | 17,6   |

| Hommes | Classe d’âge | Femmes |
| ------ | ------------ | ------ |
| 0,7    | 90 ou +      | 1,9    |
| 7,0    | 75-89 ans    | 9,5    |
| 16,6   | 60-74 ans    | 17,5   |
| 20,0   | 45-59 ans    | 19,5   |
| 18,8   | 30-44 ans    | 18,3   |
| 18,3   | 15-29 ans    | 16,7   |
| 18,6   | 0-14 ans     | 16,7   |

## Répartition par catégories socioprofessionnelles
La catégorie socioprofessionnelle des cadres et professions intellectuelles supérieures est surreprésentée par rapport au niveau national. Avec 12,2 % en 2021, elle est 2,1 points au-dessus du taux national (10,1 %). La catégorie socioprofessionnelle des autres personnes sans activité professionnelle est quant à elle sous-représentée par rapport au niveau national. Avec 14,8 % en 2021, elle est 2,2 points en dessous du taux national (17 %).
| Catégorie socioprofessionnelle                    | 2015      | 2015 | 2021      | 2021 | Détails de l'année 2021 | Détails de l'année 2021 | Détails de l'année 2021            | Détails de l'année 2021            | Détails de l'année 2021            |
| Catégorie socioprofessionnelle                    | Nb        | %    | Nb        | %    | Hommes                  | Femmes                  | Part en % de la population âgée de | Part en % de la population âgée de | Part en % de la population âgée de |
| Catégorie socioprofessionnelle                    | Nb        | %    | Nb        | %    | Hommes                  | Femmes                  | 15 à 24 ans                        | 25 à 54 ans                        | 55 ans ou +                        |
| ------------------------------------------------- | --------- | ---- | --------- | ---- | ----------------------- | ----------------------- | ---------------------------------- | ---------------------------------- | ---------------------------------- |
| Agriculteurs exploitants                          | 7 773     | 0,7  | 7 280     | 0,6  | 5 562                   | 1 719                   | 0,1                                | 0,8                                | 0,5                                |
| Artisans, commerçants, chefs d'entreprise         | 36 829    | 3,3  | 42 107    | 3,5  | 28 694                  | 13 414                  | 0,6                                | 5,7                                | 2,0                                |
| Cadres et professions intellectuelles supérieures | 111 592   | 10,1 | 145 137   | 12,2 | 86 297                  | 58 840                  | 2,8                                | 20,8                               | 5,1                                |
| Professions intermédiaires                        | 176 925   | 16,1 | 193 977   | 16,3 | 88 603                  | 105 374                 | 9,7                                | 26,8                               | 5,5                                |
| Employés                                          | 175 451   | 15,9 | 176 576   | 14,8 | 41 211                  | 135 366                 | 14,9                               | 21,4                               | 6,4                                |
| Ouvriers                                          | 140 530   | 12,8 | 141 824   | 11,9 | 112 107                 | 29 717                  | 13,0                               | 17,5                               | 4,3                                |
| Retraités                                         | 289 380   | 26,3 | 308 997   | 25,9 | 138 109                 | 170 888                 | 0,0                                | 0,1                                | 69,3                               |
| Autres personnes sans activité professionnelle    | 162 995   | 14,8 | 176 510   | 14,8 | 73 061                  | 103 449                 | 59,1                               | 6,9                                | 6,8                                |
| Ensemble                                          | 1 101 476 | 100  | 1 192 409 | 100  | 573 644                 | 618 766                 | 100                                | 100                                | 100                                |
| Sources : Insee,.                                 |           |      |           |      |                         |                         |                                    |                                    |                                    |